# شهرستان کلی (ویرجینیای غربی)
شهرستان کلی، ویرجینیای غربی (به انگلیسی: Clay County, West Virginia) یک سکونتگاه مسکونی در ایالات متحده آمریکا است که در ویرجینیای غربی واقع شده‌است.

## خصوصیات
شهرستان کلی ۸۹۰٫۹۶ کیلومترمربع مساحت دارد.